# 蕭崇之
蕭 崇之（しょう すうし、生年不詳 - 486年）は、南朝斉の官僚。字は茂敬。

## 経歴
蕭道賜の三男として生まれた。官は冠軍将軍・東陽郡太守に上り、有能で統治は厳しかった。永明4年（486年）、唐寓之が反乱を起こし、反乱の別働隊が東陽郡を陥落させると、崇之は殺害された。梁の天監初年に忠簡侯と追諡された。

## 子女
- 蕭景
- 蕭昌
- 蕭昂
- 蕭昱

## 伝記資料
- 『梁書』巻24 列伝第18
- 『南史』巻51 列伝第41